# 聖約瑟夫縣 (印地安納州)
聖約瑟夫縣（英語：St. Joseph County）是美国印第安纳州北部的一個縣，北鄰密西根州，面積1,194平方公里。根據2020年美國人口普查，共有人口27萬2,912人。縣治南灣（South Bend）。該縣成立於1830年1月29日，縣名以流入密西根湖的聖約瑟夫河命名。